# Янака (Тотіґі)
Яна́ка (яп. 谷中, やなか) — колишнє село в Японії, на півдні префектури Тотіґі, на березі річки Ватарасе. Під час реставрації Мейдзі японський уряд вирішив перетворити село на водойму для промислових потреб. У відповідь місцеве населення на чолі з депутатом Танакою Сьодзо організувало рух непокори. 1906 року уряд силою пересилив мешканців до інших районів префектури і ліквідував село.